# Racing Point RP19
Racing Point RP19 byl závodní vůz Formule 1 navržený a vyvinutý týmem Racing Point F1, aby mohl závodit v sezóně 2019.  Jednalo se o první vůz vyrobený Racing Pointem po odkupu jmění týmu Force India v srpnu 2018. Vůz RP19 řídili Sergio Pérez a Lance Stroll a svůj debut si odbyl při Grand Prix Austrálie 2019.

## Kompletní výsledky ve Formuli 1
| Legenda k tabulce | Legenda k tabulce                                                                       |
| Barva             | Výsledek                                                                                |
| ----------------- | --------------------------------------------------------------------------------------- |
| Zlatá             | Vítěz                                                                                   |
| Stříbrná          | 2. místo                                                                                |
| Bronzová          | 3. místo                                                                                |
| Zelená            | Bodované umístění                                                                       |
| Modrá             | Nebodované umístění                                                                     |
| Modrá             | Dokončil neklasifikován (NC)                                                            |
| Fialová           | Odstoupil (Ret)                                                                         |
| Červená           | Nekvalifikoval se (DNQ)                                                                 |
| Červená           | Nepředkvalifikoval se (DNPQ)                                                            |
| Černá             | Diskvalifikován (DSQ)                                                                   |
| Bílá              | Nestartoval (DNS)                                                                       |
| Bílá              | Závod zrušen (C)                                                                        |
| Světle modrá      | Pouze trénoval (PO)                                                                     |
| Světle modrá      | Páteční testovací jezdec (TD)                                                           |
| Bez barvy         | Netrénoval (DNP)                                                                        |
| Bez barvy         | Vyřazen (EX)                                                                            |
| Bez barvy         | Nepřijel (DNA)                                                                          |
| Bez barvy         | Odvolal účast (WD)                                                                      |
| Bez barvy         | Nezúčastnil se (prázdné)                                                                |
| Označení          | Význam                                                                                  |
| Tučnost           | Pole position                                                                           |
| Kurzíva           | Nejrychlejší kolo                                                                       |
| †                 | Jezdec nedojel do cíle, ale byl klasifikován, protože odjel více než 90 % délky závodu. |
| ‡                 | Byl udělován poloviční počet bodů, protože bylo odjeto méně než 75 % délky závodu.      |
| Horní index       | Umístění bodujících jezdců ve sprintu                                                   |

| Rok  | Tým                            | Motor        | Pneumatiky | Jezdci | 1   | 2   | 3   | 4   | 5   | 6   | 7   | 8   | 9   | 10  | 11  | 12  | 13  | 14  | 15  | 16  | 17  | 18  | 19  | 20  | 21  | Body | Umístění |
| ---- | ------------------------------ | ------------ | ---------- | ------ | --- | --- | --- | --- | --- | --- | --- | --- | --- | --- | --- | --- | --- | --- | --- | --- | --- | --- | --- | --- | --- | ---- | -------- |
| 2019 | SportPesa Racing Point F1 Team | BWT Mercedes | P          |        | AUS | BHR | CHN | AZE | ESP | MON | CAN | FRA | AUT | GBR | GER | HUN | BEL | ITA | SIN | RUS | JPN | MEX | USA | BRA | ABU | 73   | 7. místo |
| 2019 | SportPesa Racing Point F1 Team | BWT Mercedes | P          | Pérez  | 13  | 10  | 8   | 6   | 15  | 12  | 12  | 12  | 11  | 17  | Ret | 11  | 6   | 7   | Ret | 7   | 8   | 7   | 10  | 9   | 7   | 73   | 7. místo |
| 2019 | SportPesa Racing Point F1 Team | BWT Mercedes | P          | Stroll | 9   | 14  | 12  | 9   | Ret | 16  | 9   | 13  | 14  | 13  | 4   | 17  | 10  | 12  | 13  | 11  | 9   | 12  | 13  | 19† | Ret | 73   | 7. místo |